# Портрет Евстафия Евстафьевича Штадена
«Портрет Евстафия Евстафьевича Штадена» — картина Джорджа Доу и его мастерской из Военной галереи Зимнего дворца.
Картина представляет собой погрудный портрет генерал-майора Евстафия Евстафьевича Штадена из состава Военной галереи Зимнего дворца.
К началу Отечественной войны 1812 года полковник Штаден командовал 14-й артиллерийской бригадой 1-го пехотного корпуса и был во многих сражениях с французами, в бою под Клястицами был ранен, а за отличие в сражении на Березине произведён в генерал-майоры. Во время Заграничного похода 1813 года сражался в Польше и Германии, отличился в сражениях при Лютцене и Бауцене, после чего оставался в Германии и занимался вопросами снабжения и пополнения артиллерии действующей армии.
Изображён в генеральском вицмундире, введённом для артиллерийских генералов в 1820 году, в правой части воротника снизу ошибочно не прописана красная выпушка. Слева на груди звезда ордена Св. Анны 1-й степени; на шее крест ордена Св. Георгия 3-го класса; по борту мундира кресты прусских орденов Красного орла 2-й степени и Пур ле мерит; справа на груди крест ордена Св. Владимира 4-й степени с бантом и серебряная медаль «В память Отечественной войны 1812 года» на Андреевской ленте. С тыльной стороны картины надписи: Stadon и Geo Dawe RA pinxt. Подпись на раме: Е. Е. Штаденъ, Генералъ Маiоръ.
7 августа 1820 года Комитетом Главного штаба по аттестации Штаден был включён в список «генералов, заслуживающих быть написанными в галерею» и 11 января 1822 года император Александр I приказал написать его портрет. Сам Штаден в это время являлся командиром Тульского оружейного завода и постоянно проживал в Туле, из Инспекторского департамента Военного министерства ему было направлено извещение: «Государь Император соизволил, чтоб портрет его был списан живописцем Давом, посему не угодно ли иметь свидание с сим художником». Вероятно вскоре после этого встреча Штадена с Доу состоялась, поскольку уже 24 февраля 1822 года Доу был выплачен гонорар. Готовый портрет принят в Эрмитаж 7 сентября 1825 года. Портрет датируется от времени опубликования императорского приказа до 7 декабря 1823 года, поскольку в этот день Штадену был пожалован орден Св. Владимира 2-й степени, отсутствующий на портрете.